# Livistona benthamii
Livistona benthamii är en enhjärtbladig växtart som beskrevs av Frederick Manson Bailey. Livistona benthamii ingår i släktet Livistona och familjen Arecaceae. Inga underarter finns listade i Catalogue of Life.

## Bildgalleri

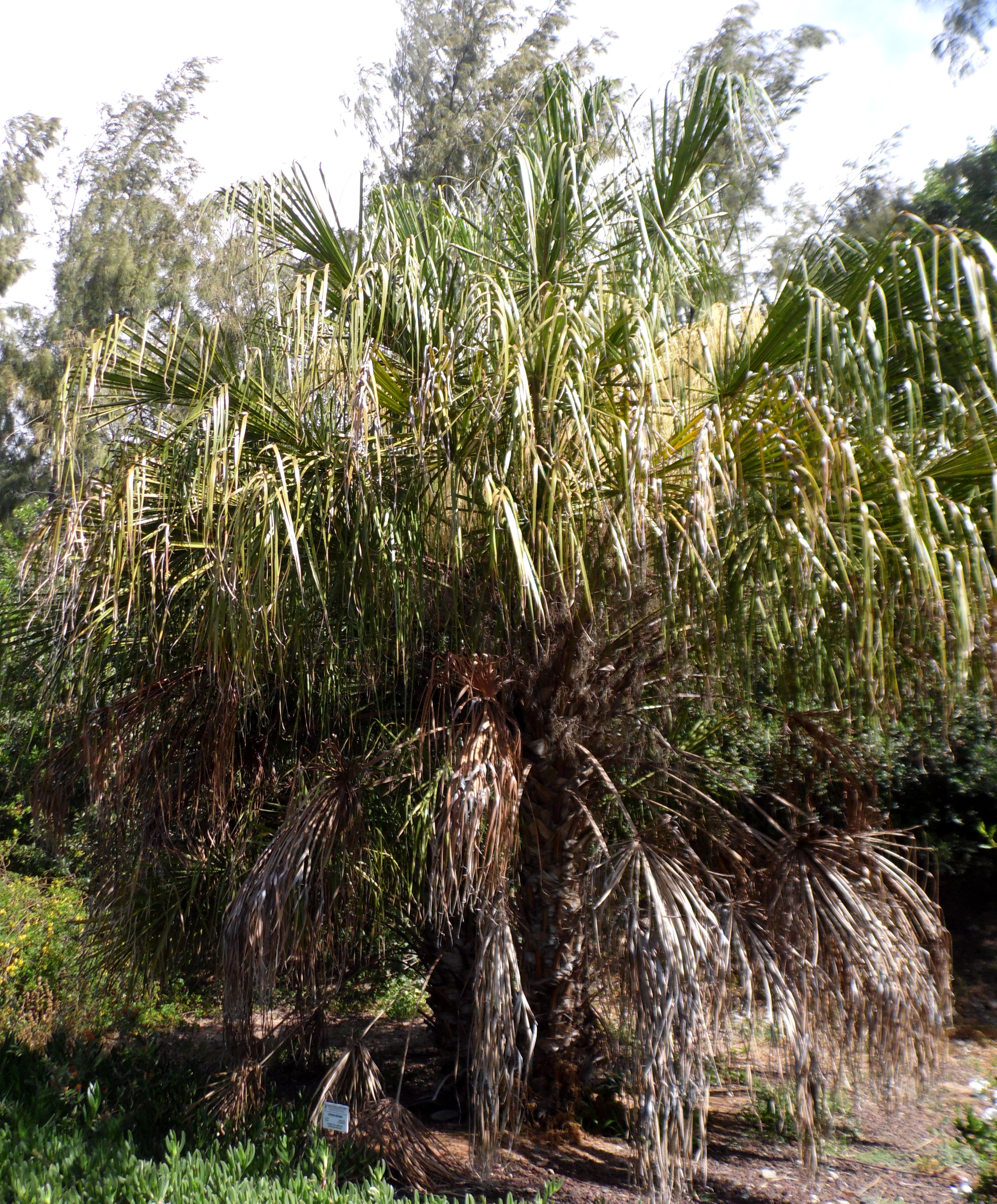